# Isobutyronitrile
L'isobutyronitrile, ou cyanure d'isopropyle, est un composé organique de formule chimique (H3C)2CHCN. La molécule est formée de deux groupes méthyle –CH3 lié à un atome de carbone lui-même lié à un groupe nitrile –C≡N. Détecté en septembre 2014 dans le nuage moléculaire géant Sagittarius B2, il s'agissait alors du premier composé ramifié détecté dans le milieu interstellaire.
Contrairement à son isomère linéaire, le butyronitrile CH3CH2CH2CN, qui résulterait essentiellement de la condensation des radicaux NCCH2• et •CH2CH3, l'isobutyronitrile résulterait plus spécifiquement de la condensation des radicaux (H3C)2CH• et •CN. Ces deux isomères comptent parmi les plus grosses molécules organiques détectées dans l'espace, et sont intéressants du point de vue de l'étude de l'abiogenèse pour deux raisons : ils ont été détectés dans des régions où se forment des étoiles, et les groupes nitrile sont des précurseurs des amines, elles-mêmes pouvant conduire aux acides aminés, qui sont des constituants essentiels de la vie.